# Johannes Kepler (nave)
La Johannes Kepler, o Automated Transfer Vehicle 002 (ATV-002), es un vehículo espacial europeo de suministros que recibe su nombre del astrónomo alemán Johannes Kepler. Estaba programado inicialmente el lanzamiento del vehículo espacial para el 1 de julio de 2010, si bien finalmente el mismo se llevó a cabo el 17 de febrero de 2011, en una misión para proveer a la Estación Espacial Internacional (EEI) con combustibles, agua, aire, y otros cargamentos. Es el segundo ATV, el primero fue la Julio Verne.
La Johannes Kepler fue lanzada en un cohete Ariane 5ES, desde el Puerto espacial de Kourou en Kourou, Guyana francesa. El lanzamiento fue dirigido por Arianespace en nombre de la Agencia Espacial Europea, siendo la nave construida en Bremen, Alemania.
Reentró en la atmósfera terrestre en junio en 2011.